# 按司
按司（琉球語首里那霸方言：或）是琉球國歷史上的地方行政單位，後來成為琉球國貴族和地方豪族的一種稱號。自第二尚氏王朝起只有王族成員才可出任。按司家族是國王家族的分家，相當於日本的宮家、中國的藩王府，在貴族中，其地位僅次於王子。女性王嗣（翁主）亦可成為按司，女按司稱為按司加那志（アジカナシ或アンジカナシ）。
《中山世譜》等琉球史書稱，琉球人是天帝的子孫。天帝派遣女神阿摩美久（アマミキヨ）和男神志仁禮久（シネリキヨ）來到人間，生三男二女，為琉球人的祖先。其中長子是天孫，其後代世為國王；次子為按司（諸侯）的祖先；第三子為百姓（平民）的祖先。但事實上早期琉球沒有國王這個概念，各地區的首領自稱「按司」，有時也會被祝女授予「世之主」、「世主」之類的神號。根據沖繩學學者伊波普猷的說法，「按司」是琉球語中「主」（アルジ）的轉訛。
按司最早作為地方勢力的首領出現於12世紀，並在各地建立了一些御城，彼此互相爭戰。後來尚巴志王統一了琉球。但按司仍在地方擁有一定勢力，參與過琉球國內的政變。直到尚真王時期，琉球朝廷下令收繳各地兵器，召各按司赴首里城居住後，按司割據勢力才被消弱。此後按司從地方豪強轉型為都市貴族，派遣名叫「按司掟」（アジウッチ）的官員管理自己的領地。
此後，在第二尚氏王朝的位階制度確定之後，按司成為了琉球王族的一個位階。沒有即位的王子，其長子會被授予按司的位階。因此按司一般姓向氏，名乘頭世襲為「朝」字。只有國頭按司家（國頭御殿）例外：該家族姓馬氏，名乘頭世襲為「正」字。這是因為國頭按司家的祖先馬順德（國頭親方正格）對琉球王室有重大功績，曾救了尚元王一命。為了報恩，尚元王特別授予其子孫王族的待遇和按司的位階。
琉球王府征服奄美群島和宮古群島之後，這兩個地區的酋長並沒有被授予按司的稱號。奄美群島的酋長稱「大親」（ウフヌシ或ウフヤ），而宮古群島的酋長則稱「豐見親」（トゥユミャ）。
高級按司敬稱為御殿（ウドゥン）；低級按司的敬稱為御前（ウメー），其子孫稱按司前（アジメー）。一般籠統的稱為御殿。
按司的采地稱按司地頭。原則上，按司同親方一樣，會被授予一個間切的地頭。受日本文化影響，有時也把領有一個間切的按司稱為「大名」（デーミョー）。

## 琉球國末期的按司家
據《琉球藩臣家祿記》記載，琉球國末年共有25家按司。這25家分別是：
- 小祿按司（小祿御殿）
- 讀谷山按司（讀谷山御殿）
- 義村按司（義村御殿）
- 與那城按司（與那城御殿）
- 豐見城按司（豐見城御殿）
- 大里按司（大里御殿）
- 浦添按司（浦添御殿）
- 玉川按司（玉川御殿）
- 國頭按司（國頭御殿）
- 大村按司（大村御殿）
- 本部按司（本部御殿）
- 美里按司（美里御殿）
- 羽地按司（羽地御殿）
- 名護按司（名護御殿）
- 金武按司（金武御殿）
- 摩文仁按司（摩文仁御殿）
- 仲里按司（仲里御殿）
- 護得久按司（護得久御殿）
- 大宜見按司（大宜見御殿）
- 具志頭按司（具志頭御殿）
- 真壁按司（真壁御殿）
- 玉城按司（玉城御殿）
- 具志川按司（具志川御殿）
- 高嶺按司（高嶺御殿）
- 久志按司（久志御殿）
- 勝連按司（勝連御殿）